# Orthopichonia indeniensis
Orthopichonia indeniensis là một loài thực vật có hoa trong họ La bố ma. Loài này được (A.Chev.) H.Huber mô tả khoa học đầu tiên năm 1962.